# August Reifferscheid
Pour les articles homonymes, voir Reifferscheid.
Karl Wilhelm August Reifferscheid, né le 3 octobre 1835 à Bonn et mort le 10 novembre 1887 à Strasbourg, est un archéologue et philologue classique allemand.

## Biographie
August Reifferscheid naît le 3 octobre 1835 à Bonn,.
Il étudie dans sa ville natale,. Il reçoit une bourse de voyage en archéologie de l'Université de Bonn, et passe de 1861 à 1866 principalement en Italie, répondant en partie à une demande de l'Académie de Vienne de faire des recherches archivistiques pour le Corpus Scriptorum Ecclesiasticorum Latinorum. En 1867 il est professeur adjoint à l'université de Bonn. En 1868 il est professeur de philologie classique à Breslau et, à partir de 1885, professeur à l'Université de Strasbourg (Kaiser-Wilhelm-Universität),.
Son frère Alexander, né le 2 juin 1847 à Bonn, est professeur de philologie germanique à l'université de Greifswald.
August Reifferscheid meurt le 10 novembre 1887 à Strasbourg en Alsace-Lorraine,.

## Publications
Ses publications comprennent :
- Suetoni præter Cæsarum Libros Reliquiæ (1860); l'édition standard de ces fragments[1],[3].
- Bibliotheca Patrum Latinorum Italica (lire en ligne) (2 volumes, 1865-1872)[1],[3].
- Arnobii Adversvs nationes libri VII (1875); auteur principal, Arnobe[1],[3].
- Une édition de l'Alexiade d'Anne Comnène (1878)[3].
- Une édition partielle de Tertullien, Quinti Septimi Florentis Tertulliani (édité par Georg Wissowa, 1890)[3],[5]
- De nombreuses dissertations philologiques, littéraires et archéologiques dispersées dans les revues[1]